# Nowa Wieś Lęborska (gromada)
Nowa Wieś Lęborska – dawna gromada, czyli najmniejsza jednostka podziału terytorialnego Polskiej Rzeczypospolitej Ludowej w latach 1954–1972.
Gromady, z gromadzkimi radami narodowymi (GRN) jako organami władzy najniższego stopnia na wsi, funkcjonowały od reformy reorganizującej administrację wiejską przeprowadzonej jesienią 1954 do momentu ich zniesienia z dniem 1 stycznia 1973, tym samym wypierając organizację gminną w latach 1954–1972.
Gromadę Nowa Wieś Lęborska z siedzibą GRN w Nowej Wsi Lęborskiej utworzono – jako jedną z 8759 gromad na obszarze Polski – w powiecie lęborskim w woj. gdańskim na mocy uchwały nr 20/III/54 WRN w Gdańsku z dnia 5 października 1954. W skład jednostki weszły obszary dotychczasowych gromad Nowa Wieś Lęborska, Kębłowo Nowowiejskie i Lubowidz ze zniesionej gminy Nowa Wieś Lęborska w tymże powiecie. Dla gromady ustalono 19 członków gromadzkiej rady narodowej.
1 stycznia 1958 do gromady Nowa Wieś Lęborska włączono obszar zniesionej gromady Redkowice (bez miejscowości Janowice i Glinki Janowickie) w tymże powiecie.
1 stycznia 1959 do gromady Nowa Wieś Lęborska włączono miejscowości Janowice, Janowiczki, Kozołęka, Darzkowo, Pogorszewo, Garczegorze i Wilkowo Nowowiejskie ze zniesionej gromady Garczegorze w tymże powiecie.
1 stycznia 1962 do gromady Nowa Wieś Lęborska włączono miejscowości Pogorzelice, Darżewo, Chojnowo, Stare Ositno, Nowe Ositno, Bąkowo, Śmielcz, Laska, Nowinki, Szydlice, Szydliczki, Zapadłe, Dziechlino, Małoszyn, Nowotno, Małoszyce, Betleem, Leśnice i Leśnice Piaskowe ze zniesionej gromady Pogorzelice w tymże powiecie, po czym siedzibę gromady Nowa Wieś Lęborska przeniesiono z Nowej Wsi Lęborskiej do miasta Lęborka w tymże powiecie, zachowując jednak nazwę gromada Nowa Wieś Lęborska.
1 stycznia 1970 do gromady Nowa Wieś Lęborska włączono część obszaru miasta Lębork (875,97 ha) w tymże powiecie.
Gromada przetrwała do końca 1972 roku, czyli do kolejnej reformy gminnej. 1 stycznia 1973 w powiecie lęborskim reaktywowano zniesioną w 1954 roku gminę Nowa Wieś Lęborska.